# Имаго
У биологији, имаго је последњи стадијум који инсект поприма током своје метаморфозе, процеса раста и развића. Пошто протекне време луткиног мировања, њена кошуљица (егзувија) прска и кроз настали отвор излази савршен инсект — имаго. На пример, лептир када излази из кошуљице је мокар и мекан, његова крила су слепљена и он није способан да лети.
Функција имага своди се углавном на размножавање врсте. Имаго неких врста после парења угине, мада има и имага других врста који после парења живе и неколико година (нпр. тврдокрилци). Међу инсектима најдужи живот имају женке социјалних инсеката; (матица домаће пчеле до 5 година), (мравља краљица до 12 година), (женка термита до 15 година).
Код чланова Ametabola или Hemimetabola, код којих је метаморфоза „непотпуна“, коначна екдиза прати последњу незрелу или нимфалну фазу. Код чланова Holometabola, у којима постоји стадијум кукуљице, коначна екдиза прати излазак из кукуљице, након чега је метаморфоза потпуна, иако код неких врста постоји продужени период сазревања.
Имаго је једина фаза у којој је инсект полно зрео и, ако је врста крилата, има функционална крила. Имаго се често назива одраслим стадијумом. Припадници реда Ephemeroptera (водени цветови) немају стадијум кукуљице, али накратко пролазе кроз екстра крилати стадијум који се зове субимаго. Инсекти у овој фази имају функционална крила, али још нису полно зрели.
Латинска множина од imago је imagines, и ово је термин који генерално користе ентомолози – међутим, имаго је такође прихватљив.

## Преображаји инсеката
- (развиће без или са врло слабим преображајем). Инсекти са овим преображајем имају примарну ларву. Развијају се по принципу јаје – ларва – имаго.
- (непотпуна метаморфоза). Јавља се код инсеката који имају примарну ларву или секундарну ларву, који личе на свог имага и која са сваким пресвлачењем све више задобија органе имага (крила, пипке, полне органе). Развија се по принципу јаје – примарни ларва – имаго.
- (потпун преображај). Јавља се код инсеката који имају терцијалну ларву, која све до краја свог развића остаје са својим провизорним органима и која се потпуно разликује од имага. Развија се по принципу јаје – терцијална ларва – лутка – имаго.
- (хипермeтаморфоза)

## Литературе
- Davies, R.G. (1998). Outlines of Entomology. Chapman and Hall. Second Edition. Chapter 3.
- Williamson D.I. (2003). The Origins of Larvae. Kluwer.
- Chiang, H.C. and G. C. Jahn 1996.  Entomology in the Cambodia-IRRI-Australia Project. (in Chinese) Chinese Entomol. Soc. Newsltr. (Taiwan) 3: 9–11.
- Davidson, E. 2006. Big Fleas Have Little Fleas: How Discoveries of Invertebrate Diseases Are Advancing Modern Science University of Arizona Press, Tucson, 208 pages,  0-8165-2544-7.
- Cedric Gillot:  Entomology. Second Edition, Plenum Press, New York, NY / London 1995,  0-306-44967-6.
- Triplehorn, Charles A. and Norman F. Johnson (2005-05-19). Borror and DeLong's Introduction to the Study of Insects, 7th edition, Thomas Brooks/Cole.  0-03-096835-6
- Hoell, H.V.; Doyen, J.T.; Purcell, A.H. (1998). Introduction to Insect Biology and Diversity (2nd изд.). Oxford University Press. стр. 333–340. ISBN 978-0-19-510033-4.
- Grimaldi, D.; Engel, M.S. (2005). Evolution of the Insects. Cambridge University Press. ISBN 0-521-82149-5.
- Capinera, JL (editor). 2008. Encyclopedia of Entomology, 2nd Edition. Springer.  1-4020-6242-7
- Truman, James W. (2019-12-02). „The Evolution of Insect Metamorphosis”. Current Biology (на језику: енглески). 29 (23): R1252—R1268. ISSN 0960-9822. PMID 31794762. doi:10.1016/j.cub.2019.10.009.
- Hadfield, Michael G. (1. 12. 2000). „Why and how marine-invertebrate larvae metamorphose so fast”. Seminars in Cell & Developmental Biology (на језику: енглески). 11 (6): 437—443. ISSN 1084-9521. doi:10.1006/scdb.2000.0197. Приступљено 7. 3. 2022.
- Slama; Williams (1965). „Juvenile hormone activity for the bug Pyrrhocoris apterus”. Proceedings of the National Academy of Sciences. 54 (2): 411—414. Bibcode:1965PNAS...54..411S. PMC 219680 . PMID 5217430. doi:10.1073/pnas.54.2.411 .
- Singh, Amit; Konopova, Barbora; Smykal, Vlastimil; Jindra, Marek (2011). „Common and Distinct Roles of Juvenile Hormone Signaling Genes in Metamorphosis of Holometabolous and Hemimetabolous Insects”. PLOS ONE. 6 (12): e28728. Bibcode:2011PLoSO...628728K. ISSN 1932-6203. PMC 3234286 . PMID 22174880. doi:10.1371/journal.pone.0028728 .
- Lowe, Tristan; Garwood, Russell P.; Simonsen, Thomas; Bradley, Robert S.; Withers, Philip J. (6. 7. 2013). „Metamorphosis revealed: Time-lapse three-dimensional imaging inside a living chrysalis”. Journal of the Royal Society Interface. 10 (84). 20130304. PMC 3673169 . PMID 23676900. doi:10.1098/rsif.2013.0304.
- Douglas J. Blackiston; Elena Silva Casey; Martha R. Weiss (2008). „Retention of memory through metamorphosis: can a moth remember what it learned as a caterpillar?”. PLoS ONE. 3 (3): e1736. Bibcode:2008PLoSO...3.1736B. PMC 2248710 . PMID 18320055. doi:10.1371/journal.pone.0001736 .
- Conner, W.E. (2009). Tiger Moths and Woolly Bears—behaviour, ecology, and evolution of the Arctiidae. New York: Oxford University Press. стр. 1—10.
- Lee, Gyunghee; Sehgal, Ritika; Wang, Zixing; Nair, Sudershana; Kikuno, Keiko; Chen, Chun-Hong; Hay, Bruce; Park, Jae H. (2013-03-15). „Essential role of grim-led programmed cell death for the establishment of corazonin-producing peptidergic nervous system during embryogenesis and metamorphosis in Drosophila melanogaster”. Biology Open. 2 (3): 283—294. ISSN 2046-6390. PMC 3603410 . PMID 23519152. doi:10.1242/bio.20133384.
- Zakeri, Zahra; Lockshin, Richard A. (2002-07-01). „Cell death during development”. Journal of Immunological Methods. 265 (1–2): 3—20. ISSN 0022-1759. PMID 12072175. doi:10.1016/s0022-1759(02)00067-4.
- Rolff, Jens; Johnston, Paul R.; Reynolds, Stuart (2019-08-26). „Complete metamorphosis of insects”. Philosophical Transactions of the Royal Society B: Biological Sciences. The Royal Society. 374 (1783): 20190063. ISSN 0962-8436. doi:10.1098/rstb.2019.0063.
- Denser, Robert J. (2008). „Chordate Metamorphosis: Ancient Control by Iodothyronines” (PDF). Current Biology. 18 (13): R567—9. PMID 18606129. S2CID 18587560. doi:10.1016/j.cub.2008.05.024 .
- Bender, Melissa (28. 3. 2018). „To eat or not to eat: ontogeny of hypothalamic feeding controls and a role for leptin in modulating life-history transition in amphibian tadpoles”. The Royal Society Publishing. 285 (1875). PMC 5897637 . PMID 29593109. S2CID 4853293. doi:10.1098/rspb.2017.2784.
- Laudet, Vincent (27. 9. 2011). „The Origins and Evolution of Vertebrate Metamorphosis”. Current Biology. 21 (18): R726—R737. PMID 21959163. doi:10.1016/j.cub.2011.07.030 .
- Wilson, Robbie (2005). „Consequences of Metamorphosis for the Locomotor Performance and Thermal Physiology of the Newt Triturus cristatus”. Physiological and Biochemical Zoology. 78 (6): 967—975. JSTOR 10.1086/432923. PMID 16228936. S2CID 34285867. doi:10.1086/432923. Приступљено 28. 12. 2020.
- Dunker, Nicole; Wake, Marvalee H.; Olson, Wendy M. (2000). „Embryonic and Larval Development in the Caecilian Ichthyophis kohtaoensis (Amphibia, Gymnophiona): A Staging Table”. Journal of Morphology. 243 (1): 3—34. PMID 10629095. doi:10.1002/(sici)1097-4687(200001)243:1<3::aid-jmor2>3.3.co;2-4.
- San Mauro, D.; Gower, D. J.; Oommen, O. V.; Wilkinson, M.; Zardoya, R. (новембар 2004). „Phylogeny of caecilian amphibians (Gymnophiona) based on complete mitochondrial genomes and nuclear RAG1”. Molecular Phylogenetics and Evolution. 33 (2): 413—427. PMID 15336675. doi:10.1016/j.ympev.2004.05.014.
- Kjer, Karl M.; Simon, Chris; Yavorskaya, Margarita; Beutel, Rolf G. (2016). „Progress, pitfalls and parallel universes: a history of insect phylogenetics”. Journal of the Royal Society Interface. 13 (121): 121. PMC 5014063 . PMID 27558853. doi:10.1098/rsif.2016.0363.
- Rolf G. Beutel; Hans Pohl (2006). „Endopterygote systematics – where do we stand and what is the goal (Hexapoda, Arthropoda)?”. Systematic Entomology. 31 (2): 202—219. S2CID 83714402. doi:10.1111/j.1365-3113.2006.00341.x.
- A. Nel; P. Roques; P. Nel; J. Prokop; J. S. Steyer (2007). „The earliest holometabolous insect from the Carboniferous: a "crucial" innovation with delayed success (Insecta Protomeropina Protomeropidae)”. Annales de la Société Entomologique de France. 43 (3): 349—355. S2CID 86235521. doi:10.1080/00379271.2007.10697531.
- Thomas, Jessica A.; Trueman, John W. H.; Rambaut, Andrew; Welch, John J. (2013). „Relaxed phylogenetics and the Palaeoptera problem: resolving deep ancestral splits in the insect phylogeny”. Systematic Biology. 62 (2): 285—297. PMID 23220768. doi:10.1093/sysbio/sys093 .
- Lancaster, Jill; Downes, Barbara J. (2013). Aquatic Entomology. Oxford University Press. стр. 9—10. ISBN 978-0-19-957322-6.